# Friedrichsthal (Oranienburg)
Friedrichsthal è una frazione della città tedesca di Oranienburg, nel Land del Brandeburgo.

## Storia
Fondato probabilmente nel XIII secolo, il centro abitato venne citato per la prima volta nel 1350.
Dal 1691 al 1697 il principe elettore Federico III vi fece costruire un castello di delizia in stile barocco, progettato dall'architetto Johann Arnold Nering. Al termine dei lavori il centro abitato, fino ad allora noto come «Grabsdorf», venne ribattezzato «Friedrichsthal» («valle di Federico»). Negli anni successivi continuarono i lavori di abbellimento del paese, che si conclusero nel 1713.
I successori di Federico lasciarono andare in rovina il castello, che infine fu abbattuto nel 1875.